# Drepanophorella tasmani
Drepanophorella tasmani är en djurart som tillhör fylumet slemmaskar, och som beskrevs av Wheeler 1940. Drepanophorella tasmani ingår i släktet Drepanophorella och familjen Drepanophorellidae. Inga underarter finns listade i Catalogue of Life.